# Маккатчен, Джордж Барр
Джордж Барр Маккатчен (англ. George Barr McCutcheon, 26 июля 1866 — 23 октября 1928) — американский писатель и драматург. Наиболее известен романом «Миллионы Брюстера» и циклом руританских романов о государстве Граустарк.

## Биография
Родился в г. Лафейетт, штат Индиана. Старший брат карикатуриста Джона Тинни Маккатчена.
Обучался в Университете Пердью.

## Произведения
- Миллионы Брюстера (англ. Brewster's Millions) — роман 1902 года (в 1906 адаптирован автором для театра), неоднократно экранизировался.
- The Day of the Dog (1904)
- Jane Cable (1906)
- Серия о вымышленном государстве Graustark:
  - Graustark: The Story of a Love Behind a Throne (1901), ISBN 1-4043-5098-5
  - Beverly of Graustark (1904), ISBN 1-4179-3249-X
  - Truxton King: A Story of Graustark (1909), ISBN 1-4179-0333-3
  - The Prince of Graustark (1914), ISBN 1-4179-4103-0
  - East of the Setting Sun (1924), ISBN 1-4179-1787-3
  - The Inn of the Hawk and the Raven (1927)